# Rosulapelta floridana
Rosulapelta floridana is een mosdiertjessoort uit de familie van de Cribrilinidae. De wetenschappelijke naam van de soort is voor het eerst geldig gepubliceerd in 1873 door Smitt.